# Авария на реакторе L-IV
Авария на экспериментальном ядерном реакторе L-IV 23 июня 1942 года в Лейпциге (нацистская Германия) была первой в истории ядерной аварией.
Лейпцигскую исследовательскую группу до 1942 года возглавлял профессор В. Гейзенберг, который зимой 1939/1940 года сообщил о возможности извлечения энергии из урана для ядерного реактора и атомной бомбы. Ядерный реактор L-IV в лейпцигском институте, разработанный Гейзенбергом и супругами Дёпель, был построен к февралю 1942 года — на четыре месяца раньше, чем аналогичная разработка Ферми в Чикаго. Это был первый ядерный реактор в Германии, сооружённый в рамках немецкой ядерной программы. Результаты испытаний L-IV в первой половине 1942 года показали, что сферическая конструкция реактора с пятью метрическими тоннами тяжёлой воды и 10 метрическими тоннами металлического урана способна поддерживать реакцию деления. Таким образом, «немцы были первыми физиками в мире, которые на своём лейпцигском реакторе L-IV добились выделения нейтронов». Результаты экспериментов были изложены в статье Роберта Дёпеля, Клары Дёпель и В. Гейзенберга. Статья была опубликована в секретном внутреннем журнале участников нацистской ядерной программы Kernphysikalische Forschungsberichte («Отчёты об исследованиях в области ядерной физики»). Вскоре после того, как реактор продемонстрировал первые признаки излучения нейтронов, устройство было проверено на предмет возможной утечки тяжёлой воды. Во время осмотра в реактор просочился воздух, что привело к возгоранию порошка урана. Горящий уран разогрел водяную «рубашку», создав критическое давление пара, которое привело к разрушению реактора. Горящий урановый порошок разлетелся по лаборатории, вызвав большой пожар на объекте.
Инцидент произошёл после того, как Вернер Пашен по просьбе Р. Дёпеля открыл реактор, поскольку на прокладке образовались пузыри. Поднялся столб горящего уранового порошка высотой 6 метров, а реактор нагрелся до 1000 градусов. Участники эксперимента обратились за помощью к Гейзенбергу, но он был не в состоянии помочь. После инцидента с реактором Гейзенберг отказался от участия в дальнейших экспериментах и передал проведение экспериментов на реакторах L-I, L-II, L-III и L-IV своим коллегам, что фактически положило конец ядерным экспериментам в Лейпциге.